# Taylor (Texas)
Taylor è un comune degli Stati Uniti d'America, situato in Texas, nella contea di Williamson.